# Villefagnan
Villefagnan is een gemeente in het Franse departement Charente (regio Nouvelle-Aquitaine). De plaats maakt deel uit van het arrondissement Confolens. Villefagnan telde op 1 januari 2022 981 inwoners. 

## Geografie
De oppervlakte van Villefagnan bedroeg op 1 januari 2022 23,65 vierkante kilometer; de bevolkingsdichtheid was toen 41,5 inwoners per km².
De onderstaande kaart toont de ligging van Villefagnan met de belangrijkste infrastructuur en aangrenzende gemeenten.

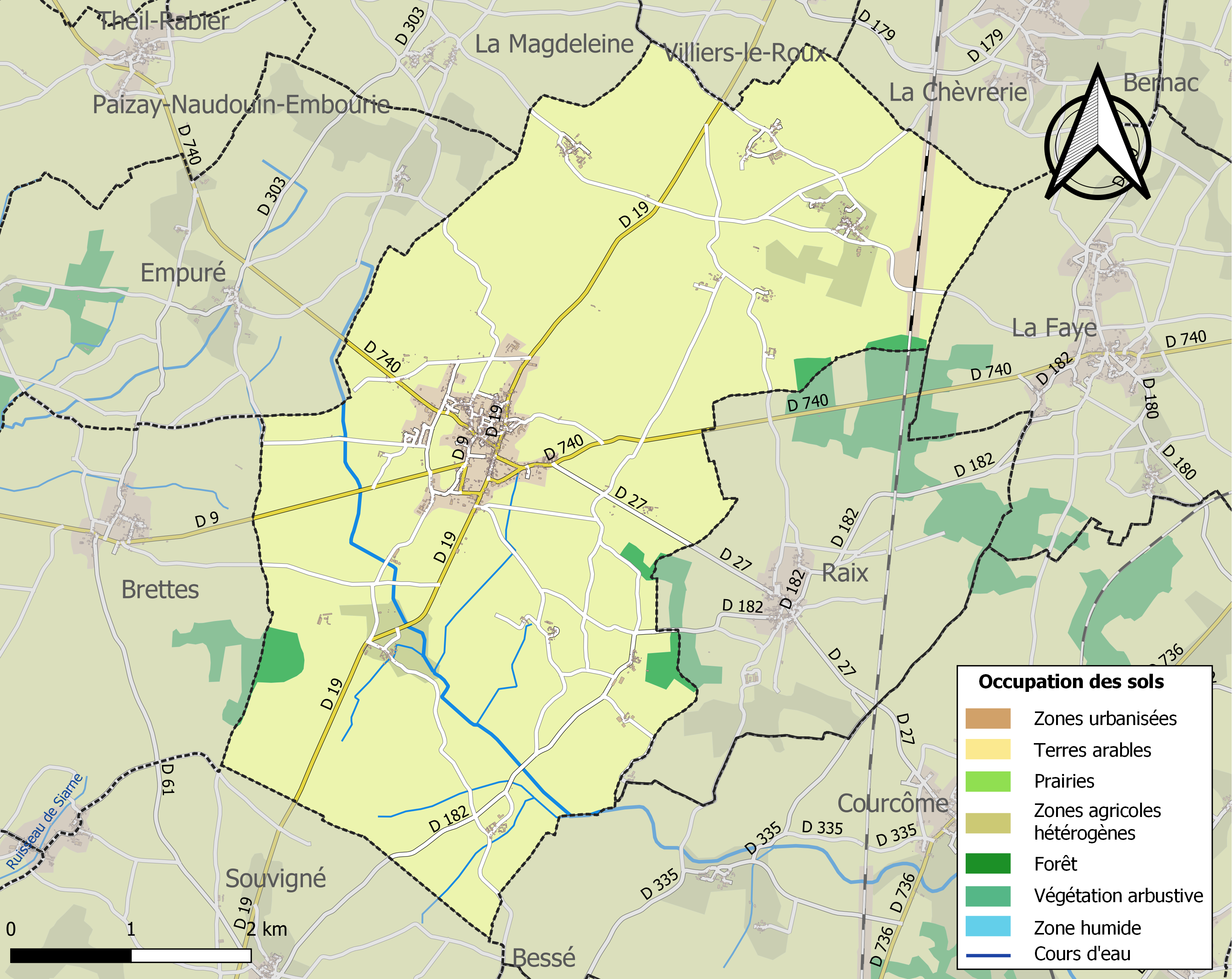

## Demografie
Onderstaande figuur toont het verloop van het inwonertal (bron: INSEE-tellingen).

## Externe links

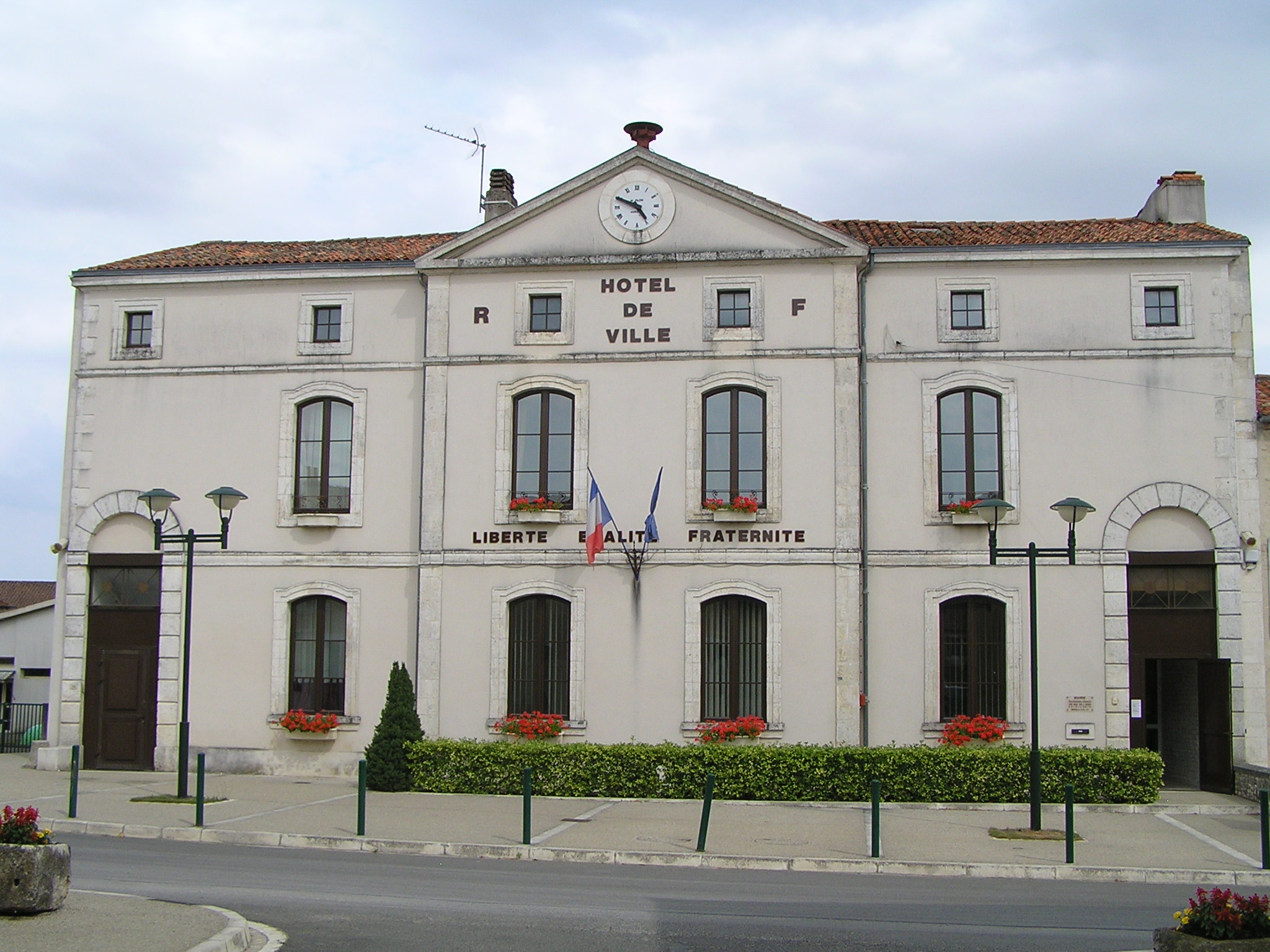
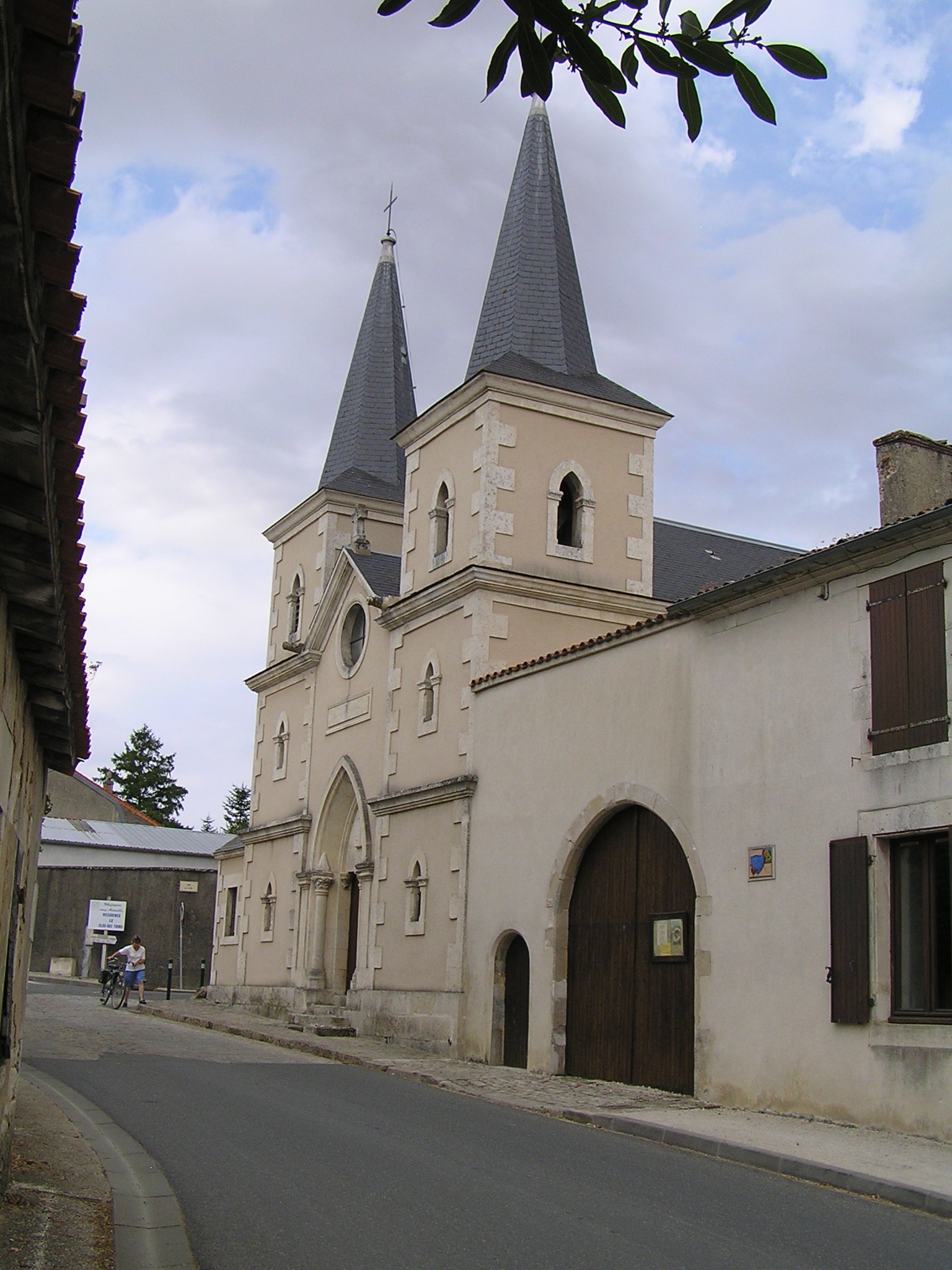
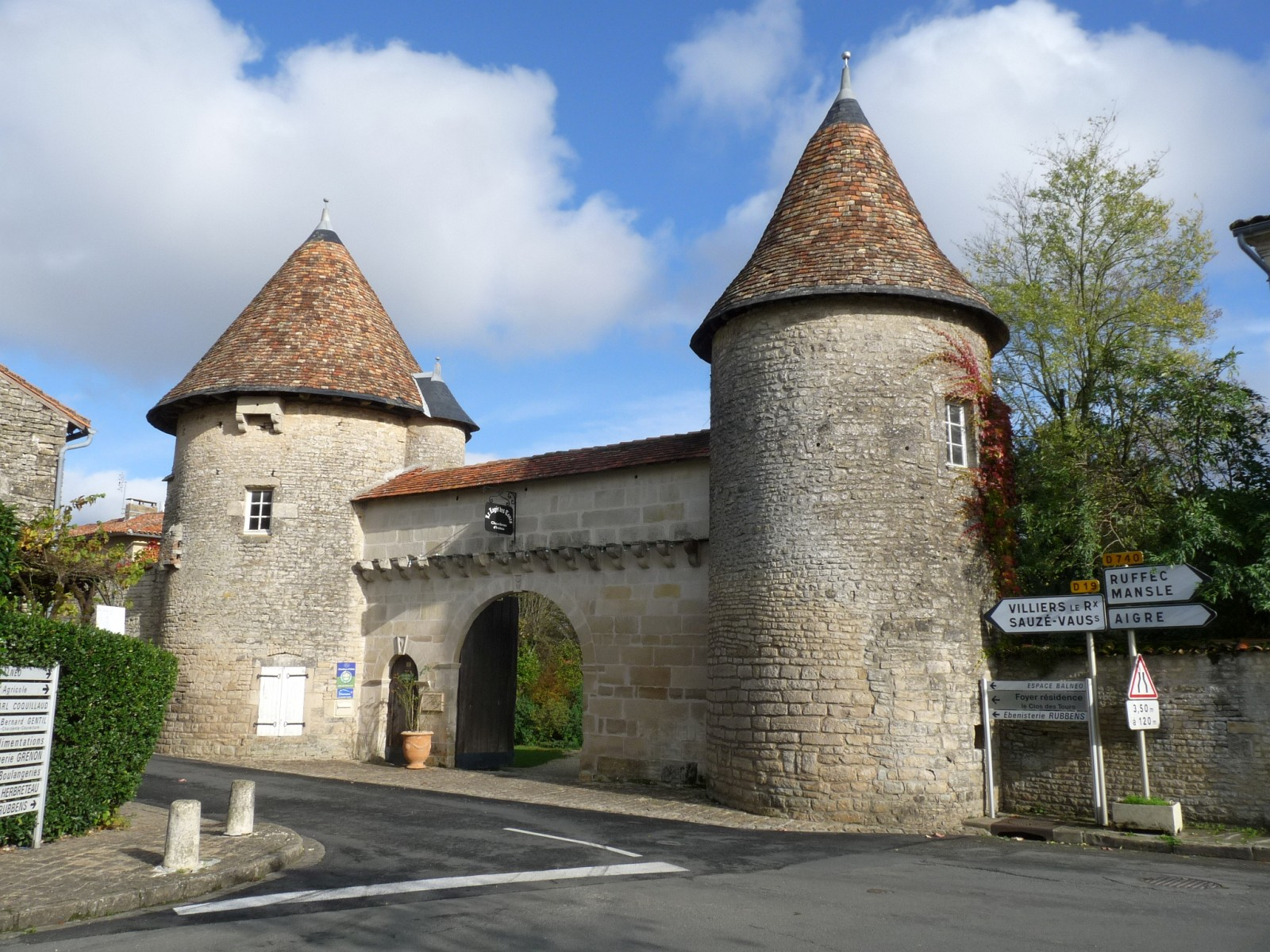
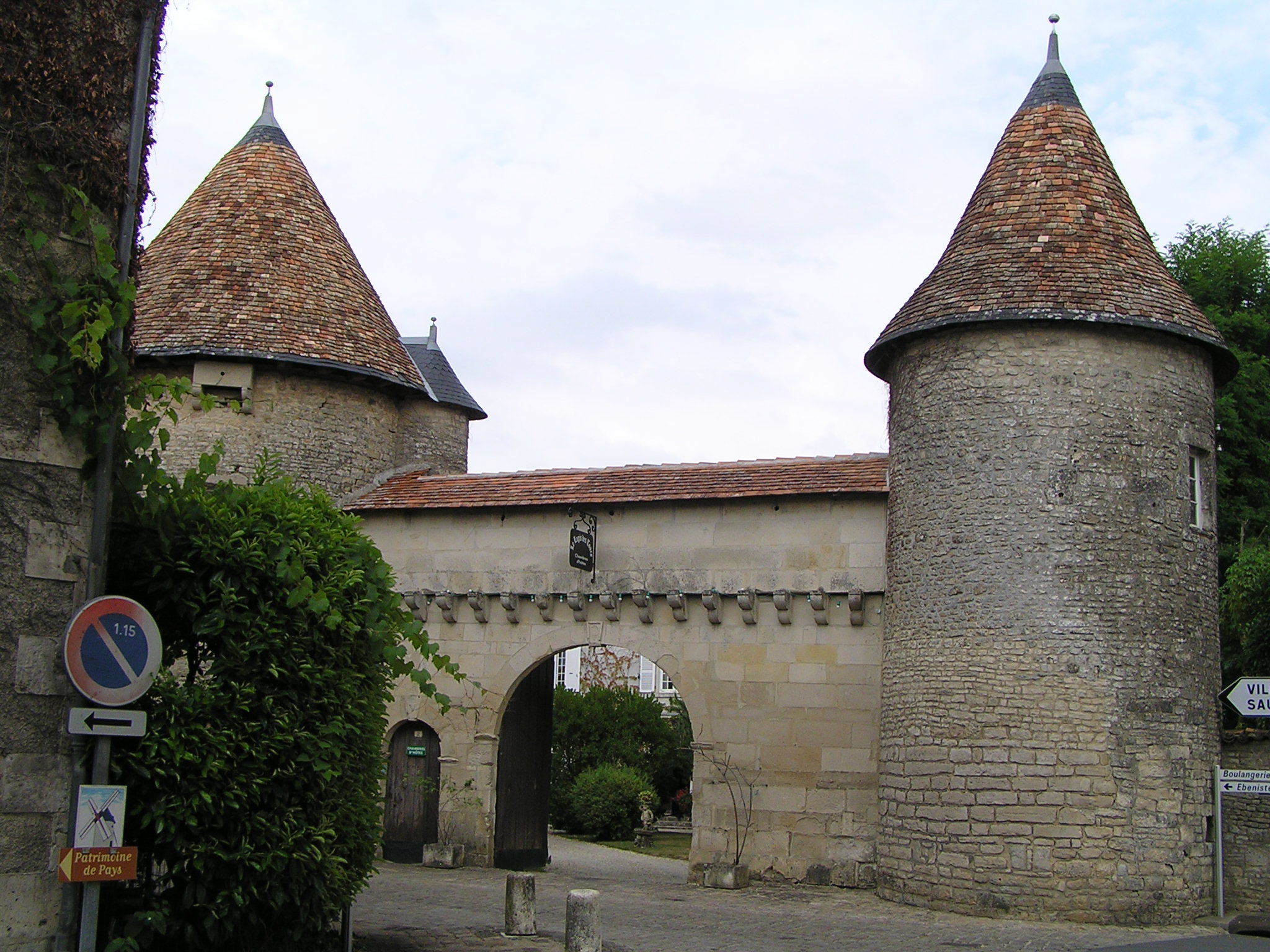